# Найфельд, Борис Михайлович
Борис Найфельд (род. 1947, Гомель) — белорусский/русский криминальный авторитет и наркоторговец, проживавший на Брайтон-Бич в Нью-Йорке.

## Биография
Родился в октябре 1947 года в Гомеле.

### Прибытие в США и криминальный путь
Борис Найфельд прибыл в Соединённые Штаты Америки в 1979 году в качестве советского еврейского беженца в соответствии с поправкой Джексона — Вэника. Занимался мелким криминалом и был арестован в округе Нассо за крупное хищение имущества, признан виновным и приговорён к испытательному сроку. Позже стал телохранителем и шофёром босса преступной группы Брайтон-Бич Евсея Агрона. По данным департамента полиции Нью-Йорка, Борис Найфельд остаётся главным подозреваемым в убийстве в 1983 году молдавского писателя, ставшего затем гангстером, Юрия Брохина.
После убийства Евсея Агрона в 1985 году Борис Найфельд стал работать на босса русской мафии в США Марата Балагулу, который занимался рэкетом до того, как в 1991 году был осужден за бутлегерство с бензином. После этого Борис Найфельд взял на себя остатки организованной преступной группы Марата Балагулы и начал самостоятельно строить криминальный бизнес.

### Наркобизнес
Борис Найфельд вместе с итало-польским гангстером Рикардо Фанчини провел успешную операцию по контрабанде героина, доставив «Белого китайца» из Таиланда в Соединённые Штаты. После контрабанды в Сингапур наркотики были спрятаны в телевизионных кинескопах и отправлены в Польшу через находящуюся в Бельгии транспортную компанию. Оттуда наркокурьеры доставили наркотики самолётом до Брайтон-Бич. По прибытии героин был частично продан «Пяти семьям», а оставшаяся часть реализовывалась через уличные банды латиноамериканцев. Дела шли хорошо, и Найфельд проводил время в роскошной квартире в Антверпене со своей любовницей, а также владел домом на Статен-Айленде напротив заповедника.

### Арест
В январе 1994 года был арестован федеральными агентами за торговлю наркотиками. Позже Борис Найфельд и его сообщники, братья Дозорцевы, признали себя виновными в отмывании денег на наркоторговле, наркотические средства принадлежали им и Рикардо Фанчини.
В конце ноября 2009 года Борис Найфельд и его сообщники, братья Дозорцевы отбыли наказание и были освобождены из тюрьмы.
В конце января 2018 зарубежные СМИ сообщили о том, что Найфельд  заявил о своем желании вернуться на родину.